# Cryptopleurum subtile
Cryptopleurum subtile är en skalbaggsart som beskrevs av Sharp 1884. Cryptopleurum subtile ingår i släktet Cryptopleurum och familjen palpbaggar. Arten är reproducerande i Sverige. Inga underarter finns listade i Catalogue of Life.